# ATARI (canción)
«Atari» (estilizada en mayúsculas) es una canción de la cantante mexicana Danna.  El tema fue lanzado el 11 de abril de 2024 a través del sello discográfico Universal Music México, como el quinto sencillo del séptimo álbum de estudio de la cantante llamado Childstar. La artista juega con la nostalgia y la cultura pop al pedir que la 'jueguen como Atari', haciendo alusión a la clásica consola de videojuegos.

## Antecedentes y lanzamiento
El de 2024, Danna, entre risas en su grupo de difusión de WhatsApp, envió un audio de voz con un fragmento de una canción. Días después, esta canción fue interpretada en el Festival Tecate Pa'l Norte, revelando que forma parte de su álbum.
La canción fue lanzada el 11 de abril de 2024. Dos semanas después, el 23 de abril de 2024, el video fue lanzado de manera oficial. 

## Composición y letras
«ATARI» de Danna es una exploración audaz y directa de la sensualidad y el deseo sexual. Desde el inicio, la letra establece un tono íntimo y provocativo con la frase 'Sex with your body', que se repite a lo largo de la canción como un mantra que refleja la atracción física y la conexión entre dos personas. Danna utiliza metáforas y referencias culturales para expresar esta pasión, como cuando se compara a sí misma con un tsunami o un Ferrari, sugiriendo una fuerza y velocidad intensas en la relación.
La mención de grabar un video para recordar y la fantasía de no ser olvidada, añade un elemento de permanencia y exclusividad al encuentro amoroso. La canción se mueve entre el deseo de una conexión física y la búsqueda de dejar una impresión duradera en la mente del otro.
También la canción contiene una etiqueta de Parental Advisory.

## Premios
| Año  | Organización    | Premio        | Resultado | Ref.  |
| ---- | --------------- | ------------- | --------- | ----- |
| 2024 | MTV Miaw Awards | Video del año | Nominado  | [ 2 ] |

## Historial de lanzamiento
| Región | Fecha               | Formato                     | Discográfica           | Ref.  |
| ------ | ------------------- | --------------------------- | ---------------------- | ----- |
| Varios | 11 de abril de 2024 | Descarga digital, Streaming | Universal Music México | [ 1 ] |